# Gymnosporia keniensis
Gymnosporia keniensis är en benvedsväxtart som först beskrevs av Ludwig Eduard Theodor Loesener, och fick sitt nu gällande namn av Jordaan. Gymnosporia keniensis ingår i släktet Gymnosporia och familjen Celastraceae. Inga underarter finns listade.